# Urk
Urk è una municipalità dei Paesi Bassi di 20 342 abitanti situata nella provincia del Flevoland. Isola fino al 1942, quando con il prosciugamento del polder Noordoostpolder fu unita alla terraferma.
Per buona parte del perimetro di quella che fu un tempo la linea di costa sono tuttora visibili, conservate in buono stato, le palizzate create come barriere per i flutti e le maree.
Urk è sede di un ambiente molto religioso e conservatore e viene considerata parte della cintura della Bibbia olandese. La grande maggioranza della popolazione è affiliata a congregazioni che fanno riferimento al calvinismo ortodosso. Gran parte delle famiglie evitano i televisori. La comunità è molto legata alle tradizioni e gran parte delle donne mantiene un vestiario modesto e tradizionale. La convivenza prematrimoniale è quasi completamente assente e il tasso di natalità rappresenta il più alto nei Paesi Bassi e uno dei più alti in Europa.  Il partito tradizionalmente più votato è il Partito Politico Riformato.
Il dialetto di Urk, definito "urkers", è di tipo basso sassone e rimane molto vivo tra la comunità. Dato l'isolamento di Urk, che fino alla seconda guerra mondiale era sita su un'isola in mezzo allo Zuiderzee, il dialetto ha conservato molti arcaismi. Il dialetto ha poi accolto numerosi prestiti linguistici dallo yiddish, che vennero portati dalle giovani ragazze isolane che tornavano a casa dai loro servizi domestici presso facoltose famiglie ebraiche di Amsterdam. In seguito alla realizzazione del Noordoostpolder, Urk è divenuta isola linguistica.

## Altri progetti

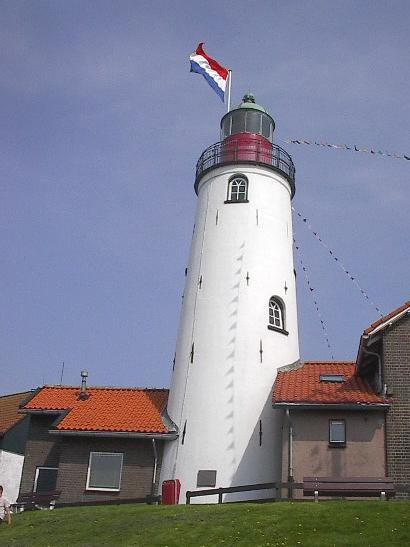
Il faro di Urk